# Anna Frank-Klein
Anna Amalie Frank-Klein (geb. 9. Februar 1894 in Berlin; gest. 30. Juli 1977 in Tel Aviv) war eine deutsche bildende Künstlerin. 

## Leben
Anna Kleins Eltern waren der jüdische Kaufmann Siegmund Samuel Klein und Antonie geb. Dahlheim. Geboren wurde sie in der elterlichen Wohnung in der Hedemannstraße 4 in der Friedrichstadt. Mütterlicherseits war sie mit dem Maler Max Liebermann verwandt, sie war dessen Großnichte.
Anna Klein absolvierte eine Ausbildung an der Akademie der Künste Berlin sowie bei Kees van Dongen in Paris. Aus der frühen Zeit ihres künstlerischen Schaffens sind von ihr gestaltete Umschläge der fremdsprachigen „Pandora-Reihe“ der Insel-Bücherei überliefert. Ihr Interesse an Afrika und Asien spiegelte die Ausstellung „Indienschau“, die sie 1926 in Berlin in einer Buchhandlung am Kurfürstendamm zeigte.
1929 heiratete sie Rudolf Frank, 1930 wurde ihr Sohn Vincent Carl, 1936 ihr Sohn René Antonio geboren.
Anna Frank-Klein schuf Porträtzeichnungen der Schriftsteller Lisa Tetzner (1933), Günther Weisenborn (1933) und Carl Zuckmayer (1931). Nach 1933 porträtierte sie Mitglieder des „Orchesters des Jüdischen Kulturbundes Berlin“. Ein halbes Jahr vor seinem Tod schuf sie eine Kohlezeichnung von Max Liebermann.
Nachdem sie ihre Söhne im Februar 1939 bei ihrem in der Schweiz lebenden Mann in Sicherheit wusste, erhielt sie 1940 eine Schiffspassage mit dem fingierten Auswanderungsziel Brasilien. Ihr Versuch, nach Palästina zu emigrieren, scheiterte. Von Haifa aus wurde Anna Frank-Klein mit mehr als 1500 weiteren jüdischen Flüchtlingen im Dezember 1940 nach Mauritius gebracht. Dort war sie als britische Zivilgefangene bis Ende des Zweiten Weltkrieges interniert. Erst im August 1945 bekamen die Internierten die Erlaubnis, Mauritius zu verlassen und nach Palästina auszureisen.
Anna Frank-Klein lebte nach 1945 zuerst in Cholon, einem Vorort von Tel Aviv, seit 1970 in Ramat Ef’al bei Ramat Gan. Auch im neu entstandenen Staat Israel setzte sie ihre schöpferische Arbeit fort. Zahlreiche farbige Pastelle und Aquarelle zeigen Porträts, Landschaften, Alltagszenen. Wiederholt wurden ihre Arbeiten in Galerien in Israel ausgestellt. Anna Frank-Klein starb am 30. Juli 1977 in Tel Aviv.